# Kingdom Hearts HD 2.8 Final Chapter Prologue
Kingdom Hearts HD 2.8 Final Chapter Prologue (キングダム ハーツ HD 2.8 ファイナル チャプター プロローグ, Kingudamu Hātsu HD 2.8 Fainaru Chaputā Purorōgu, stylisé Kingdom Hearts HD II.8 Final Chapter Prologue)  est une collection de la série Kingdom Hearts, développée et publiée par Square Enix pour PlayStation 4. Successeur de Kingdom Hearts HD 2.5 Remix, il a été annoncé en septembre 2015 et publié en janvier 2017.
Kingdom Hearts HD 2.8 Final Chapter Prologue inclut une remasterisation haute définition de Kingdom Hearts 3D: Dream Drop Distance, ainsi que deux nouveaux opus de la série Kingdom Hearts. La premier, Kingdom Hearts χ Back Cover  est une séquence cinématique basée sur Kingdom Hearts qui détaille les événements qui ne figurent pas dans le jeu original. L'autre, Kingdom Hearts 0.2: Birth by Sleep - A Fragmentary Passage, est un jeu original qui se déroule après les événements de Dream Drop Distance, et dont la majorité se déroule après les événements de Birth by Sleep et pendant les événements de Kingdom Hearts, du point de vue d’Aqua. Back Cover et A Fragmentary Passage sont les dixième et onzième épisodes de la série Kingdom Hearts.

## Développement
En janvier 2011, lors de la sortie de Kingdom Hearts Birth by Sleep Final Mix, une fin secrète a été découverte, intitulée "Birth by Sleep: Volume 2". Le contenu, qui semblait combler l'écart entre Birth by Sleep et Kingdom Hearts, était considéré comme un futur jeu potentiel de la série. En octobre 2014, à partir contenu vu dans la fin secrète, le directeur de la série, Tetsuya Nomura, a déclaré: "Cela prouve l’existence de l’histoire d’Aqua dans le royaume des ténèbres. Cela signifie qu'elle n'a pas erré dans les ténèbres pendant dix ans, mais qu'elle a vécu de nombreuses expériences. Cependant, c'est un "passage fragmenté", comme son nom l'indique - cette histoire a été coupée et n'a pas été racontée. J'espère que je pourrai la raconter quand l'occasion me sera donnée".
Dans le générique de Kingdom Hearts HD 2.5 Remix, des extraits de Kingdom Hearts 3D: Dream Drop Distance ont été montrés, ainsi que l’inclusion d’une fin secrète liée au jeu, faisant allusion à une éventuelle collection supplémentaire. En septembre 2015, Square Enix a annoncé la sortie du Kingdom Hearts HD 2.8 Final Chapter Prologue, prévue pour 2016. Toujours au cours du mois, Nomura a déclaré que la collection, qui avait été développée parallèlement à Kingdom Hearts III, avait été créée pour permettre aux joueurs de faire l'expérience de nouveaux éléments développés pour Kingdom Hearts III "plus tôt que plus tard", et il a été décidé de publier la collection sur PlayStation 4,. Concernant la décision du nom de la collection, Nomura a déclaré que Kingdom Hearts Dream Drop Distance est considéré comme le "numéro 2.6" de la série car il suit les événements de HD 2.5 Remix, et les jeux χ, en l'absence de Sora, sont considérés comme 0, alors que Birth by Sleep est 0,1, ce qui donne 0,2 pour le Fragmentary Passage. Lorsqu'ils sont ajoutés ensemble, les nombres totalisent 2,8 En décembre 2015, une bande-annonce du jeu est présentée à la Jump Festa. Le jeu a été salué pour sa qualité esthétique. Une bande-annonce parue en septembre 2016 au Tokyo Game Show présentait un nouveau remix de " Simple and Clean ", produit spécifiquement pour 2.8 et ses cinématiques d'ouverture,. En juillet 2017, Nomura a annoncé avoir publié la collection sur la Xbox One, affirmant qu'il ne pensait pas qu'il y avait beaucoup de demande pour cette collection en dehors de l'Amérique du Nord, mais que cela pourrait être possible une fois que Square Enix aura achevé le développement de Kingdom Hearts III.

## Jeux

### Kingdom Hearts Dream Drop Distance HD
Le titre a lieu après les événements de Kingdom Hearts Re:coded, le jeu se concentre sur l’examen Mark of Mastery de Sora et Riku, dans lequel ils doivent protéger des mondes parallèles en vue du retour de Master Xehanort.
La collection contient un remasterisation HD de Dream Drop Distance que Nomura a déclaré être essentiellement un remake complet du jeu car l’original utilisait les deux écrans de la Nintendo 3DS,. Les mini-jeux de la version 3DS originale, qui utilisaient les écrans tactiles doubles de cette console, ont été retravaillés dans un système à base de cartes tandis que les ennemis étaient rendus "moins offensifs qu’ils ne l’étaient à l'origine", selon une plainte des joueurs. De plus, les commandes à écran tactile ont été basculées sur un schéma de contrôle plus traditionnel.

### Kingdom Hearts 0.2: Birth by Sleep – A Fragmentary Passage
Kingdom Hearts 0.2: Birth by Sleep – A Fragmentary Passage est un nouvel épisode court se déroulant après les événements de Birth by Sleep, raconté du point de vue d’Aqua,. A Fragmentary Passage, qui se connecte à Kingdom Hearts III et utilise la technologie de III,,, utilisant Unreal Engine 4, se déroule immédiatement après Dream Drop Distance, lorsque le roi Mickey révèle qu'il a quelques secrets à confesser concernant Aqua et son temps dans le royaume des ténèbres. L'histoire reprend ensuite immédiatement après la fin secrète de Birth by Sleep Final Mix,. Le contenu présente un monde assemblé à partir de fragments de mondes précédemment découverts dans Birth by Sleep. La capacité "Doubleflight" revient, ce qui permet à Aqua de sauter plus haut et de faire un double saut en vol, tout en gagnant un sursaut de vitesse en plein saut.

### Kingdom Hearts χ Back Cover
Kingdom Hearts χ Back Cover, un film cinématographique, se déroule pendant les événements de Kingdom Hearts et raconte l'histoire à partir des perspectives des Foretellers, en expliquant leurs actions lors des événements du jeu,. Nomura a révélé que Back Cover utiliserait la technologie développée pour Kingdom Hearts III, avec Unreal Engine 4 et durerait environ une heure.

## Sortie
Kingdom Hearts HD 2.8 Final Chapter Prologue a été publié au Japon le 12 janvier 2017 et dans le monde entier le 24 janvier 2017. Il devait initialement être publié en décembre 2016. Les précommandes pour le jeu incluaient un broche de collection Disney. Kingdom Hearts HD 2.8 Final Chapter Prologue a ensuite été regroupé avec la collection Kingdom Hearts HD 1.5 + 2.5 Remix dans le cadre d’une nouvelle compilation, Kingdom Hearts: The Story So Far, sortie en Amérique du Nord le 30 octobre 2018 pour PlayStation 4.

## Réception
Kingdom Hearts HD 2.8 Final Chapter Prologue a reçu des critiques "globalement positives", selon Metacritic, agrégateur de critiques de jeux vidéos. Chris Carter de Destructoid a attribué 7.5/10 au jeu. Anthony John Agnello de GamesRadar a attribué au jeu un score de 4 étoiles sur 5 avec le consensus "Kingdom Hearts HD 2.8: Final Chapter Prologue est essentiel pour les fidèles, déconcertant pour les nouveaux arrivants, et un début prometteur pour la vie de la série sur PS4." Jonathan Dornbush sur IGN a déclaré : "Un bel aperçu de ce qui est à venir, mais le retour dans le passé laisse parfois le joueur sur sa faim".

### Ventes
Il s'est vendu à 137 797 exemplaires au cours de la première semaine de sa sortie au Japon.

### Remarques
1. ↑  キングダム ハーツ キー バックカバー (Kingudamu Hātsu Kī Bakku Kabā?)
2. ↑  キングダム ハーツ 0.2 バース バイ スリープ -フラグメンタリー パッセージ- (Kingudamu Hātsu 0.2 Bāsu bai Surīpu: Furagumentarī Passēji?)